# 해울
(주)해울은 제주영어교육도시의 사립국제학교 운영을 담당하기 위하여 설립된 주식회사이다. 대한민국 국토교통부 산하 제주국제자유도시개발센터의 자회사로 자본금 200억원은 제주국제자유도시개발센터가 100% 출자하였다. 해울 대표는 주주총회를 통해 대표이사를 선임한다. 제주특별자치도 서귀포시 대정읍 글로벌에듀로145번길 33에 소재하고 있다.

## 설립 근거
- 제주특별자치도 설치 및 국제자유도시 조성을 위한 특별법[1]
- 경제자유구역 및 제주국제자유도시의 외국교육기관 설립ㆍ운영에 관한 특별법[2]

## 연혁
- 2006년 12월 제주영어전용타운 조성계획 발표 (재정경제부)
- 2007년 9월 영어교육도시 조성 기본방안 수립 (국무회의보고)
- 2008년 9월 광역경제권 선도프로젝트에 선정
- 2008년 10월 구역지정 및 개발계획 결정 고시 (국토해양부)
- 2009년 1월 실시계획 인가 (국토해양부)
- 2009년 4월 영국 North London Collegiate School과 양해각서 체결
- 2009년 10월 Branksome Hall과 양해각서 체결
- 2009년 12월 St. Albans School과 양해각서 체결
- 2010년 3월 영국 North London Collegiate School과 협력사업계약 체결
- 2010년 6월 해울 창립
- 2011년 9월 영국국제학교 NLCS Jeju 개교
- 2012년 6월 영국국제학교 NLCS Jeju IB(국제학력인증)스쿨 도입
- 2012년 10월 캐나다학교 Branksome Hall Asia 개교
- 2013년 5월 캐나다학교 Branksome Hall Asia  IB(국제학력인증)스쿨 도입
- 2014년 6월 영국국제학교 NLCS Jeju 1기 졸업생 배출
- 2015년 1월 국토교통부산하 기타공공기관으로 지정[3]
- 2015년 6월 캐나다학교 Branksome Hall Asia 1기 졸업생 배출
- 2016년 2월 기타공공기관에서 지정해제[4]

## 주요 업무
- 영국국제학교 NLCS Jeju 운영·지원
- 캐나다학교 Branksome Hall Asia 운영·지원
- 미국학교 SJA Jeju 운영·지원[5]

## 조직

### 상무이사

#### 사무국
| - 커리큘럼담당 - 주니어스쿨 - 시니어스쿨(남) - 시니어스쿨(여) - 식스폼 - 행정실 | - 주니어스쿨 - 미들스쿨 - 시니어스쿨 - 행정실 |

## 성과

### 국제학교 안착
제주영어교육도시는 국제적 수준의 정주형 교육환경을 조성해 해외유학과 어학연수에 따른 서비스 수지 적자 개선 및 따른 사회적 문제를 해소 내지 완화하고, 글로벌 인재 육성을 위해 추진됐다. 영국 NLCS Jeju와 공립 국제학교인 KIS Jeju를 시작으로 캐나다 BHA까지 총 3개의 국제학교가 운영 중이다. 2017년에는 미국의 세인트 존스베리 아카데미 제주(St. Johnsbury Academy Jeju)가 개교할 예정이다. 이들은 해외에 나가지 않고도 영어는 물론 다양하고 특화된 명문학교의 교육을 제주에서 받을 수 있다.)
제주국제자유도시개발센터
미국?영국?캐나다 학교들 제주에
지난해 첫 졸업생, 성과 가시화
지난해 첫 졸업생 54명을 배출한 데 이어 NLCS Jeju는 올해 2기 졸업생 62명을 배출했다. BHA도 올해 32명의 첫 졸업생을 배출했다. 졸업생들은 영국 케임브리지, 옥스퍼드, 미국 스탠포드, 예일, 코넬, 아시아 홍콩대, 도쿄대 등 해외 명문대학에 진학했다.
제주영어교육도시 내 제주 국제학교 학생 수는 2011년 805명, 2012년 1320명, 2013년 1698명, 2014년 1990명이다. 제주국제자유도시개발센터(이하 JDC)에 따르면 2014년 설문조사 결과 제주 국제학교가 없었다면 해외유학 중일 거라고 답변한 비율이 전체 응답자의 45%를 차지했다. 이를 고려하면 해외유학 수요 대체에 따라 2014년까지 누적 1831억원의 외화 유출이 절감된 것으로 분석된다. 제주영어교육도시 학생유치 목표 9000명 수용 시 외화절감 효과는 약 2835억원(약 2억6000만 달러)다. JDC는 우리나라 유학수지 개선에 상당한 기여를 할 것으로 예상했다.
제주 국제학교는 ‘국민의 외국어능력 향상 및 국제화된 전문 인력 양성’을 목적으로 한다. 내국인 입학비율·입학자격에 대한 제한 조건이 없어 국내교육에 만족하지 못하는 교육수요자에 대해 다양성 선진 교육 서비스를 제공할 수 있다. 국내·해외 학력을 동시에 인증 받을 수 있어 국내외 전학·진학의 선택 폭이 다양하다. 각 학교의 학력과 IB(국제학력평가시험)학력 인증으로 해외학교에 전학·진학할 수 있다.
NLCS Jeju와 BHA는 엄정한 학생 선발과 졸업생에 대한 동문 자격 부여 등으로 최적의 교육 환경을 조성하고자 노력하고 있다. ‘One School, Two Campuses’ 정책에 따라 교환학생 프로그램을 운영 중이다.

JDC는 2015년이 영어교육도시가 도시로서 기반을 갖추고 제 기능을 시작하는 원년이 될 것으로 기대하고 있다. 단계별, 적정시점 공급을 통한 주거·상업·편익기능과 교육시설이 복합화된 정주형 도시 조성을 위한 인프라 구축이 진행 중이다. 제주영어교육도시 중심부를 다양한 문화와 테마가 어우러지는 복합공간으로 개발해 상징성을 부각하고 관광 명소화될 수 있는 ‘테마스트리트 복합개발사업’을 추진할 계획이다.
손봉수 JDC 교육도시처장은 “JDC가 조성하고 있는 영어교육도시는 ‘교육’과 ‘글로벌’ 문화라는 핵심 역량이 강화된 도시로 ‘동북아시아의 교육허브’로서의 역할을 담당하게 될 것”이라고 밝혔다.
제주영어교육도시는 최상의 교육 성과 창출을 바탕으로 제주국제자유도시 기반 조성에 기여한다는 계획이다. 최종 목표는 2021년까지 9000명 정원의 국제학교 7개와 1000명 규모의 외국대학을 유치하는 것이다.

### 영어교육도시에 대한 긍정적인 평가
제주영어교육도시 내 국제학교(NLCS Jeju, BHA, KIS Jeju, 이하 제주국제학교)에 대한 재학생과 학부모의 만족도가 매우 높은 것으로 나타났다.
26일 제주국제자유도시개발센터(이사장 김한욱, 이하 JDC)에 따르면 제주국제학교 학부모와 재학생을 대상으로 실시한 설문조사 결과 조기유학 수요 흡수, 유학수지 개선, 기러기 아빠 문제 등
사회적 문제를 해소하는데 기여할 뿐만 아니라 제주브랜드 이미지 제고에도 톡톡히 기여하는 것으로 나왔다
제주국제학교에 대해 약 90% 이상의 학부모, 재학생 모두가 ‘보통’을 포함, 긍정적으로 답했다.
학부모는 ‘자녀들의 만족’(43%)과 ‘커리큘럼’(35%)을 가장 만족하는 부분이라고 응답했는데 이는 자녀의 학교생활 만족감을 학부모도 공감하고 학사운영도 우수하다고 평가하고 있는 것으로 풀이된다.
재학생은 ‘다양한 경험’(56%)을 가장 만족스럽게 생각하고 있는데 정규수업은 물론 체육, 음악, 미술 분야 및 사회봉사, 지역공헌 등 다양한 방과 후 활동에 대해 매우 긍정적으로 평가했다.
제주국제학교 학사 성과에 대해서도 매우 만족 13%, 만족 47%, 보통 29%로 응답했다.
학부모의 45%가 제주국제학교가 없었다면 자녀를 해외유학 보냈을 것이라고 응답, 해외유학을 대체·흡수, 외화유출을 억제하고 기러기 아빠 등 사회적 문제 해소 내지 완화하기 위해 추진된
제주영어교육도시 당초 취지와 목표에 부합하게 사업이 진행되고 있는 것으로 조사됐다.
해외유학 시 학생 유학비용과 동반가족 생활비를 포함해 유학경비가 연간 1인당 약 7천만 원이 소요되는 점을 감안할 때 제주국제학교 개교 후 4년 동안 1,831억 원, 작년 한해 627억 원의 외화가 절감된 것으로 추정된다.
또한 재학생의 32%가 해외 정규학교에 다닌 경험이 있다고 응답해 제주국제학교가 유학 중인 학생을 유인·흡수하고 있는 것으로 나타났다.
국내 타 지역이 아닌 제주국제학교를 택한 이유에 대해서는 ‘내국인 입학 가능제도’(30%), ‘국내？외 학력인증 제도’(30%)를 가장 높게 선택해 타 지역과 차별화된 제도가 사업의 성공을 견인하고 있는 것으로 나타났다.
특히 조사대상 학부모의 대부분인 86%가 제주영어교육도시가 제주 이미지 제고에 긍정적인 영향을 미치고 있다고 응답했다.
이번 설문조사는 제주영어교육도시와 제주국제학교 향후 발전 방향을 모색하기 위한 일환으로 지난해 11~12월 실시됐다. 제주국제학교 학부모 523명과 재학생 484명이 설문에 참여했다.

### 국제학교 졸업생들의 대학입학 성과
국제학교 법인 (주)해울(대표이사 정욱수)이 제주영어교육도시 내에 운영 중인 국제학교의 올해 졸업생 다수가 세계 유수 명문대학에 진학한 것으로 나타났다.
올해 두 번째 졸업생을 배출한 영국 NLCS Jeju와 최초 졸업생을 배출한 캐나다 BHA가 국제 학력평가 시험인 IB에서 괄목할 만한 성과를 낸 것으로 확인됐다.
NLCS Jeju 및 BHA의 IB 평균점수가 각각 37.1점 및 35.2점으로, 세계평균인 29.8점에 비해 20%가량 높은 점수를 획득했다. 특히 NLCS Jeju의 경우 전 세계에 160명뿐인 만점자를 2명이나 배출했다.
높은 학력성취도는 성공적인 대입 성과로 이어졌다.
3대 세계대학 순위 책정기관 중 하나인 QS에서 발표한 14/15학년도 세계대학 순위에서 상위 100위에 해당하는 대학에 진학한 학생의 수가 지난달 현재 NLCS Jeju는 27명, BHA는 19명이나 되는 것으로 나타났다. 여기에는 케임브리지, 옥스퍼드, UCL, 스탠퍼드, Cornell 등 세계 최고 수준의 대학이 포함됐다.
특히 BHA는 3명이 전액 장학금, 1명이 한국에서 유일하게 Connecticut 소재 Wesleyan 대학의 Freeman Asian Scholarship, 1명이 전 세계에서 유일하게 British Columbia 대학의 Vantage College Award를 받는 쾌거를 달성했다.
양 학교는 개교 3년, 4년차라는 짧은 시간에도 타 명문 국제학교에 견주어도 손색이 없을 만큼 우수한 IB 성적 및 대입성과를 이뤄냈다.
이에 따라 양 학교의 입학에 관심을 갖는 입학 희망자도 전년에 비해 증가한 것으로 나타났다.
한편, 제주영어교육도시는 외국 유학 및 어학연수 수요를 흡수해 유학수지 적자 및 조기 유학에 따른 사회적 문제를 해결하고 국제적 수준의 글로벌 교육 환경을 조성하기 위해 추진됐으며, 영국 NLCS-Jeju와 공립 국제학교인 KIS 제주를 시작으로 캐나다 BHA까지 총 3개의 국제학교가 운영 중이다. 오는 2017년에는 미국의 세인트 존스베리 아카데미가 개교할 예정이다.

## 사건·사고 및 논란

### 허위 과장광고
2011년 10월 7일 강기갑 민주노동당 의원은 보도자료를 통해 제주국제자유도시개발센터의 자회사인 (주)해울이 입학 설명회 등에서 학부모를 대상으로 ‘국내학력과 영국학력 동시 취득, 비영리 국제학교’라며 허위 과장광고를 한 사실을 밝혔다. 강기갑 의원은 "우선 NLCS제주는 제주국제자유도시개발센터의 자회사인 주식회사 ‘(주)해울’이란 영리법인이 운영함에도 홈페이지를 통해 마치 국가 공기업이 운영하는 학교인 것처럼 광고했다"고 밝히고 "NLCS제주 졸업시 ‘영국학력’을 인정받는다고 했지만 확인 결과 정식교육기관 승인이 아니라 ‘후보학교’ 승인"이라며 "NLCS 영국 본교가 가진 ‘IB 정식교육기관’의 자격은 프랜차이즈 계약을 맺었다고 해서 자동으로 NLCS제주에 부여되는 것이 아니라 별도로 획득해야 하는 것"이라고 밝혔다. 이어 "NLCS제주는 아직 IB ‘후보’학교로도 승인을 받지 못한 상태이며, 2012년 5월에야 겨우 ‘후보’학교로의 승인 여부가 결정됨에도 마치 ‘정식교육기관’인 것처럼 호도한 것"이라고 지적했다. 또 "영국은 우리와 달라 졸업장으로 학력을 인정받는 것이 아니라, 일정한 시험을 쳐서 합격해야 학력을 인정받게 된다"며 "경기외국어고등학교는 NLCS제주도 얻지 못한 ‘IB 정규교육기관’ 승인을 받았는데 결국 제주국제자유도시개발센터가 해외학교 유치로 인한 프리미엄처럼 얘기했던 ‘영국학력’은 국내 외국어고등학교를 다녀도 충분히 얻을 수 있는 자격"이라고 설명했다.

### 채용비리와 고발
2013년 8월 제주국제자유도시개발센터가 자회사인 해울을 감사한 결과 2011년 직원 채용 때 내정자 명단을 인사담당자에게 건네거나 공개시험 규정을 무시하고 서면결의로 특별채용했다. 또한 2012년 3월에는 학교 행정실장에 당시 학교법인 상무이사의 부인이 채용됐다.
2013년 12월 26일 제주환경운동연합과 제주참여환경연대, 제주주민자치연대, 곶자왈사람들 등 4개 시민사회단체가 직원 채용과 관련된 업무방해와 업무상 배임 혐의, 제주국제자유도시개발센터 직원 자녀와 (주)해울의 임직원 자녀 국제학교 수업료 면제 등 특혜 의혹, 이행보조금 반환 특혜, 제주국제자유도시개발센터의  감사 의무 방기 의혹 등 제주국제자유도시개발센터의 비리와 불법·탈법을 주장하는 내용이 담긴 고발장을 검찰에 제출했다.
2014년 10월 16일 국회 국토교통위원회 소속 강동원 의원(남원·순창)이 제주국제자유도시개발센터로부터 제출받은 ‘해울(주)에 대한 종합감사’ 자료를 분석한 뒤 2013년 6월에 자회사 종합감사에서 적발하고도 부당하게 채용된 BHA 사무국장을 2014년 5월까지 근무토록 하게 한 것은 특혜조치가 아냐고 따지고 내부적으로 쉬쉬하며, 묵인하고, 방조했던 것이 아니냐고 질타했다. 강동원 의원은 BHA 사무국장의 부당채용 경위를 밝히고, 관련 책임자들에 대한 제재조치는 어떻게 했으며, 추가로 다시 파악해 알고도 묵인하거나 방조한 지휘 책임라인을 엄중하게 제재를 취하는 한편, 내부 직원들에게 임직원 행동강령 준수할 것을 촉구했다.
2014년 6월 24일 제주동부경찰서는 2013년 12월 제주지역 시민단체들이 제기한 제주국제자유도시개발센터의 비리 의혹에 대한 수사를 마무리하고 변정일 전 이사장(72)과 장 전 상무이사(49)를 업무상 배임과 업무방해 등의 혐의로 검찰에 송치했다. 제주동부경찰서에 따르면 변정일 전 이사장은 2009∼2013년 JDC 이사장으로 재직할 당시 자신의 손자를 국제학교에 입학시켜 학비지원을 받은 업무상 배임 혐의를 적용한 것으로 알려졌으나 무죄 판결을 받았다. 장 전 상무이사에 대해서는 직원 채용과정에 관여, 불법적인 행위를 한 업무방해 혐의를 적용한 것으로 알려졌다.

### 재무건전성 악화와 개선시도
2013년 7월 22일 제이누리에 따르면 해울은 NLCS Jeju와 BHA 국제학교 학교시설을 (주)FES제주(사업시행자)와 (주)BH제주로부터 각각 임차하는 금융리스 계약을 체결했고 이에 따라 해울이 지급할 금융리스 총계는 6224억 원이다. 하지만 해울은 지속된 결손으로 자본이 급격히 감소해 부채비율이 2011년 4867.9%, 2012년에는 완전 잠식돼 재무건전성이 악화되고 있다. 또한 유동자산으로 유동부채를 상환할 수 있는 여력을 살펴보는 유동비율이 급격히 감소해 2012년에는 38.3%에 불과했다. 유동성이 크게 저하돼 유동성 확보가 어렵다는 것이다. 이와 관련해 외부감사인은 해울이 유동성 부족과 누적된 결손으로 인해 계속적으로 존속하기 곤란하다고 감사보고서에 기술하고 있다.
이와 관련하여 해울 관계자는 "자본잠식은 국제학교 건립 당시 막대한 초기투자 비용 때문이지 이후 운영과정에서 적자가 발생한 것은 아니다"라고 밝혔다.
2013년 9월 10일 제주국제자유도시개발센터 김한욱 이사장은 제주특별자치도청 기자실에서 취임 100일 기자회견을 갖고 자회사인 해울에 대한 비상경영체제를 선포했다.
해울의 비상계획 추진안에 따르면 인력감축을 위해 행정직원을 정원의 10.5%(7명) 선에서 줄일 계획이다. 당초 증원협의(안)에는 67명으로 돼 있다. 현원을 유지하는 것이다. 사무국 기능 재조정을 통해 하부조직(기획실, 운영지원실, 홍보마케팅실, 시설관리실)을 폐지하고 기능도 이관키로 했다. 또 각 학교와 협의해 교원에 대한 중기인력운영정책(교직원 수 결정기준, 인건비 책정기준, 복리후생 제공 범위, 임용 및 승진 기준 등)을 수립해 효율적 인사시스템을 구축키로 했다. 긴축경영을 위해 경상경비를 10% 이상 절감해 지출예산을 통제하고 학생모집 확대로 수입원을 확대하며 교직원 증원 억제로 인건비 절감 및 사업비 절감을 위해 재정손실 관리방안을 시행키로 했다.
이외에도 시설투자 SPC 250억 원을 별도 차입해 BTL 1년차 상환비 162억 원 대환 추진, 최소인원을 제외하고 학교회계로 인건비 배분, 학교 품질 유지를 위한 최소한의 경비로 운영, 매입·임대 조건 변경, 장기상환으로 조정, 관사를 담보로 일시 자금 부족분 확보 등에도 나설 계획이다. 여기에 직원 자녀 등록금 할인 혜택 폐지도 추진키로 했다.
2013년 10월 4일 국회 국토교통위원회 문병호(민주당, 부평갑) 의원은 국토교통부 2012년도 결산심사에서 “제주국제학교 운영법인 (주)해울은 지난해말 부채 3,668억원, 자본금 100% 잠식, 유동비율 38.3%에 불과하다”며 “주식시장에서 50%이상 자본잠식이 되면 관리종목으로 지적되고, 전액잠식은 퇴출사유가 되는만큼, ㈜해울이 민간기업이었으면 벌써 퇴출됐을 것”이라고 지적했다. 문병호 의원은 “(주)해울의 국제학교 사업과 KDC의 부동산 개발사업이 모두 위기에 빠진만큼, 정부는 국제학교 4개 추가설립계획과 JDC의 부동산 개발사업을 전면 재검토해야 한다”며 “(주)해울이 운영하는 NLCS Jeju와 BHA제주 국제학교는 재정지원을 통해 공립학교로 전환해야 한다”고 주장했다.

### 관피아 논란
2014년 10월 16일 국회 국토교통위원회 소속 새누리당 이노근 의원이 제주국제자유도시개발센터로부터 제출받은 자료를 보면 자회사인 ㈜해울의 임직원 중 7명이 제주국제자유도시개발센터 퇴직자인 것으로 확인됐다. 해울에 재취업한 이들은 자회사 해울 설립을 준비하던 제주국제자유도시개발센터의 실무진들로 이들 중 1명은 2009년, 5명은 2011년, 1명은 2012년에 각각 퇴직 후 재취업했다. 퇴직 당시 직위는 사원, 대리, 주임, 과장 등으로 근무 연수는 2∼8.9년이다.
이에 대해 이노근 의원은 "제주국제자유도시개발센터의 각 부서에서 7명이 업무의 연속성이나 설립 준비를 추진한 실무진이라는 이유로 자회사인 해울의 임직원으로 재취업한 것은 '관피아의 전형'"이라고 지적하며 유착관계에 얽힌 인사를 자회사에 재취업시키지 말고 다른 방안을 모색하라고 요구했다.

### 방만 경영
2014년 12월 10일 제주국제자유도시개발센터는 2012년 9월부터 2014년 9월까지의 업무 전반을 종합감사한 결과, 해울 사무국과 국제학교인 노스 런던 컬리지잇 스쿨 제주(NLCS), 브랭섬홀 아시아(BHA) 제주국제학교의 직원 22명에 대해 징계 1명, 경고 14명, 주의 7명의 신분상 조치를 취했다.
제주국제자유도시개발센터의 감사 결과 인사규정을 무시하고 승진심사 대상 자격요건이 갖춰지지 않은 직원을 승진시키는가 하면 전체 직원 55명의 71%에 이르는 직원 39명의 지각이나 출퇴근 등 근태관리가 적절히 이뤄지지 않고 있고, 비정규직 근로자 계약관리 업무도 규정을 무시한 채 처리된 것으로 지적됐다. 이밖에 퇴직한 직원 19명의 근속기간을 과다하게 산정해 퇴직금을 지급하고, 직원 채용 때는 수습기간이 끝나기 전 업무능력 평가 및 그에 따른 정식 임용 여부 등을 결정해야 하는데도 감사기간에 신규 채용한 직원 38명에 대한 수습 평가를 하지 않은 것으로 밝혀졌다.
또 국제학교 수업료와 관련해 엔엘시에스의 미납부자가 16명에 2억1500여만원, 브랭섬홀 아시아가 3명에 970여만원이었고, 수업료 연체료 미납부자는 엔엘시에스가 502명, 브랭섬홀 아시아가 34명으로 나타났으나 연체료 등에 대해 기준 없이 처리해 회계질서를 어지럽힌 것으로 나타났다. 교과외 활동과 관련해서도 엔엘시에스는 8억6700여만원을 미리 지출했으나 학부모들로부터는 4억140만원을 받는 데 그쳐 나머지 4억6500여만원을 회수하도록 요구했다. 브랭섬홀 아시아는 3차례에 걸쳐 실시한 캐나다 본교 교환학생 프로그램에 대해 참여한 학생들이 내야 할 비용 5억3900만원을 학교에서 부담한 것으로 나타나 운영방식을 개선하도록 했다.
이에 대해 해울 관계자는 직원 근로소득세 지원에 대해서는 "외국 우수교원 영입과 장기복무 여건 조성 차원에서 각 학교 교장들의 건의를 받아 결정했다"며 "비단 제주 만 아니라 국제학교가 있는 다른 지역에서도 시행하고 있는 일반적인 사항"이라고 설명했다. 또 근태 관리가 엉망이라는 지적과 관련해선 출.퇴근이 지문인식시스템으로 관리되고 있지만, 외국인 교장들이 프라이버시를 이유로 극구 꺼려해서 빚어진 측면도 있다고 토로했다.

## 같이 보기
- 노스런던컬리지에잇스쿨 제주
- 브랭섬홀아시아